# Juris Pūce
Juris Pūce (ur. 22 stycznia 1980 w Rydze) – łotewski samorządowiec i polityk, poseł na Sejm, w latach 2019–2020 minister ochrony środowiska i rozwoju regionalnego, przewodniczący ugrupowania Dla Rozwoju Łotwy.

## Życiorys
Kształcił się na Uniwersytecie Łotwy, uzyskał magisterium z prawa (2003) i zarządzania (2005). W 2007 został wykładowcą zarządzenia strategicznego na macierzystej uczelni. W latach 2006–2010 zasiadał we władzach ryskiej wyższej szkoły prawniczej. Doradzał także wiceministrowi oświaty i nauki. W latach 2010–2013 sprawował funkcję sekretarza stanu w Ministerstwie Gospodarki. Był także wiceprzewodniczącym rady przedsiębiorstwa Latvijas Mobilais Telefons. Przystąpił do partii Dla Rozwoju Łotwy, obejmując w 2014 funkcję jej przewodniczącego. W 2017 uzyskał mandat radnego Rygi, powołany na stanowisko lidera frakcji swojego ugrupowania.
W 2018 jego partia zawiązała koalicję z formacją Kustība Par!, zarejestrowaną pod nazwą Dla Rozwoju/Za!, która w wyborach do Sejmu przekroczyła próg wyborczy. Juris Pūce uzyskał wówczas mandat posła do łotewskiego parlamentu XIII kadencji.
W styczniu 2019 objął urząd ministra ochrony środowiska i rozwoju regionalnego, wchodząc w skład rządu Artursa Krišjānisa Kariņša. Podał się do dymisji w listopadzie 2020, gdy ujawniono, że jako minister korzystał z karty parkingowej radnego miejskiego, chociaż nie pełnił już tej funkcji. Ustąpił również z funkcji przewodniczącego partii Dla Rozwoju Łotwy. W grudniu 2022 został natomiast jednym ze współprzewodniczących tego ugrupowania. W listopadzie 2024 ponownie został samodzielnym przewodniczącym partii.

## Odznaczenia
W 2012 został odznaczony Krzyżem Komandorskim Orderu Zasługi Rzeczypospolitej Polskiej.